# Brizola - Tempos de Luta
Brizola - Tempos de Luta é um documentário brasileiro de 2007, dirigido por Tabajara Ruas.

## Sinopse
O filme versa sobre a vida do político gaúcho Brizola e sua participação nos principais acontecimentos políticos do Brasil do século XX

## Prêmios e indicações
Cine PE - Recife, 2008
- Prêmio de melhor montagem.[1]